# Tillandsia rotundata
Tillandsia rotundata là một loài thuộc chi Tillandsia. Đây là loài bản địa của México.